# 中國香港傷殘人士體育協會
中國香港傷殘人士體育協會（英語：Sports Association for the Physically Disabled of Hong Kong, China），前稱香港殘疾人奧委會暨傷殘人士體育協會（英語：Hong Kong Paralympic Committee & Sports Association for the Physically Disabled）。香港傷殘人士體育協會是有系統地組織、籌劃及推廣殘疾人士體育運動，使殘疾人士能體會運動的樂趣、促進身心健康。
2022年4月1日分拆前，該組織是香港獲得國際殘疾人奧林匹克委員會承認的唯一本地殘疾人奧委會，專責選派香港代表隊參加殘疾人奧林匹克運動會及各項國際殘奧委會認可之世界及地區性賽事；同時亦是中國香港體育協會暨奧林匹克委員會（港協暨奧委會）的會員機構之一。會址位於新界沙田區美林邨美楓樓B座地下141至148號；與香港精英運動員協會為鄰。

## 歷史
由方心讓及一群復康工作者領導下於1972年成立，初名香港傷殘人士體育協會，於2005年正式易名為香港殘疾人奧委會暨傷殘人士體育協會。方心讓於2009年8月過世後，由周一嶽接任會長一職。2022年4月1日開始，香港殘疾人奧委會暨香港傷殘人士體育協會正式分拆為中國香港殘疾人奧委會和中國香港傷殘人士體育協會。

## 組織架構
贊助人

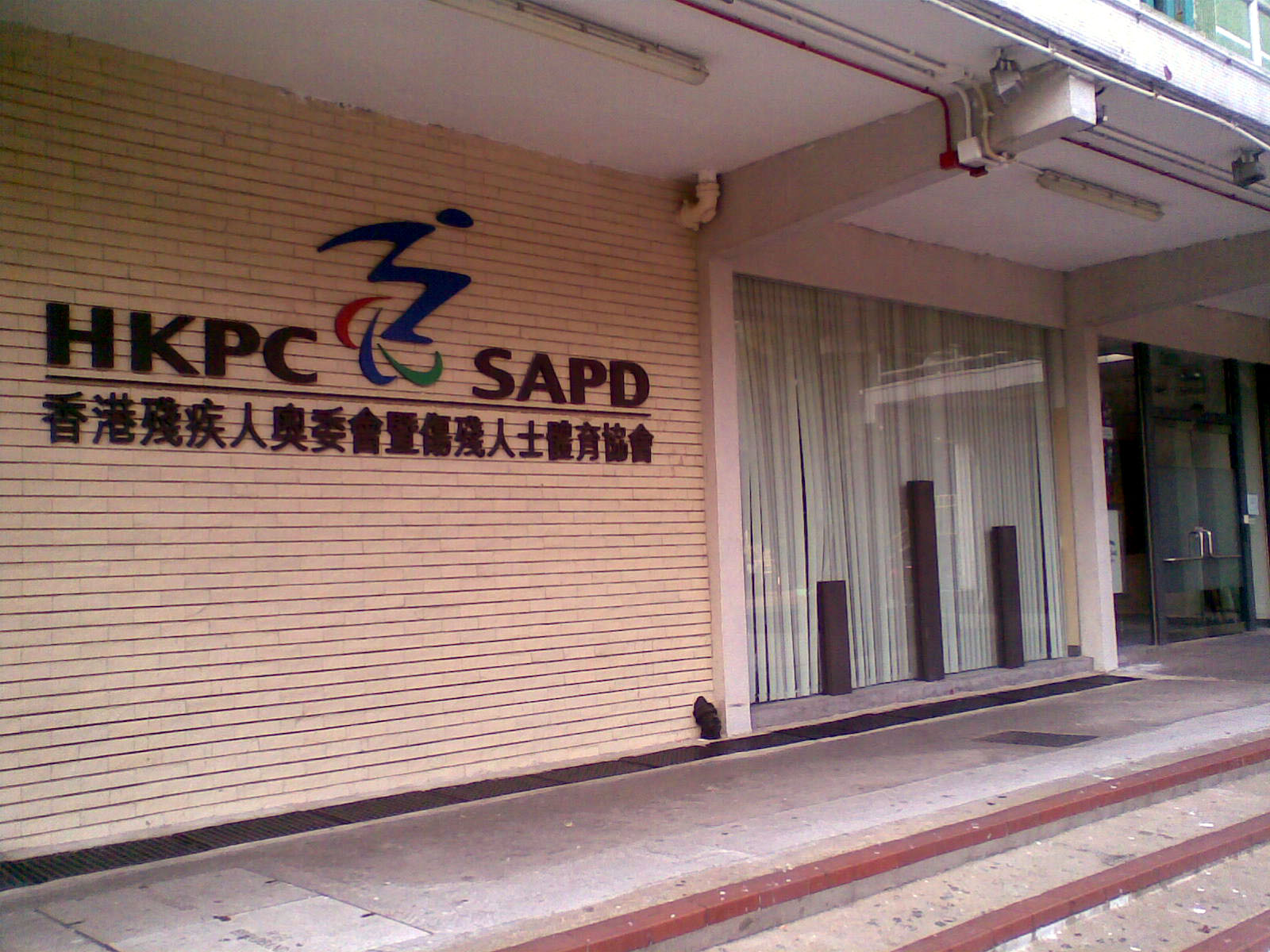
香港殘疾人奧委會暨傷殘人士體育協會

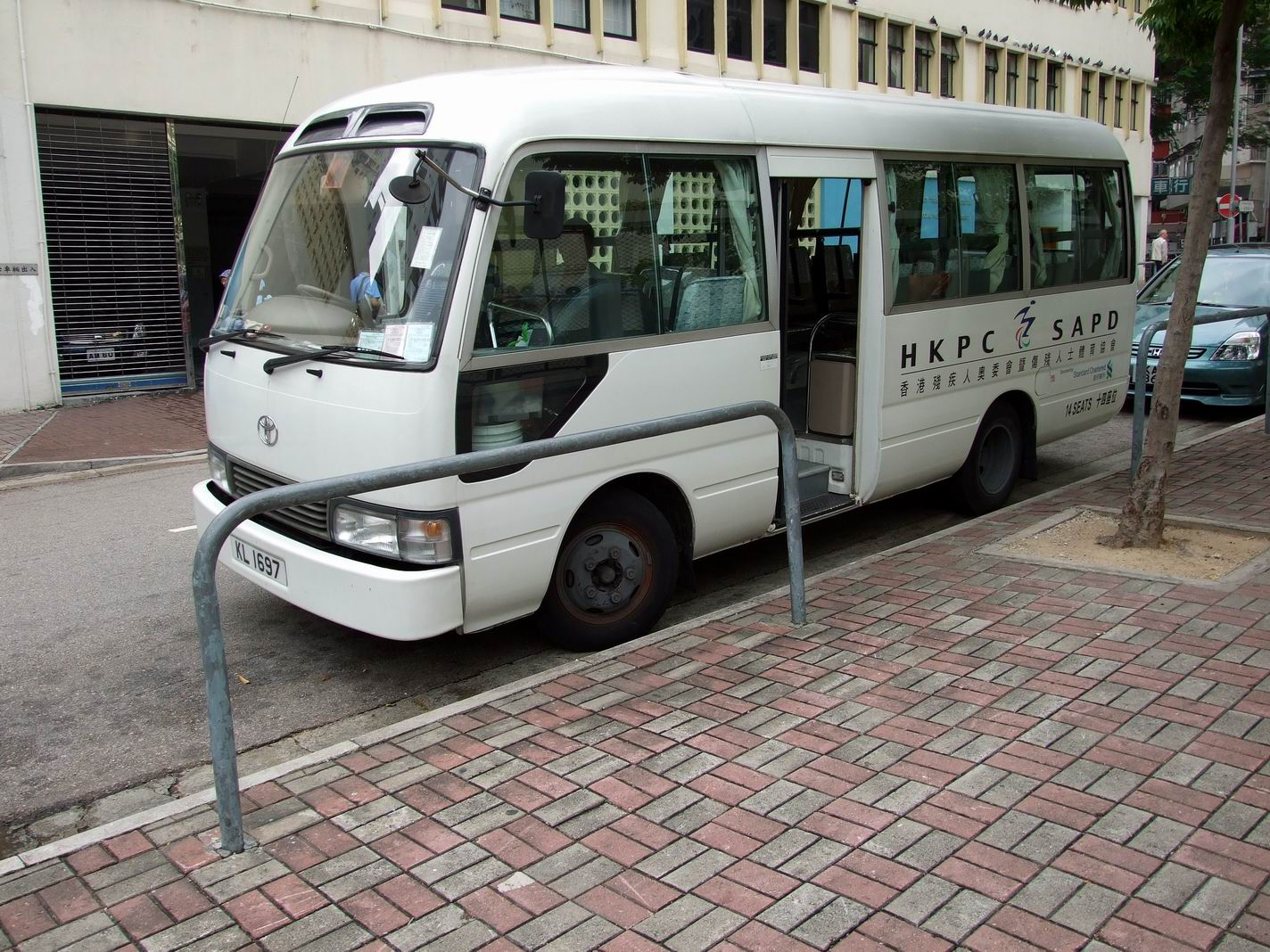
接載運動員的專車

- 馬登 夫人 Mrs. Anne Marden, BBS, MBE, JP

创会會長
- 方心讓 教授 Prof. Sir Harry S Y Fang, GBM, CBE, LLD, JP

會長
- 馮馬潔嫻 女士 Mrs. Jenny Fung, BBS, JP

副會長
- 利子厚 先生 Mr. Michael Lee, JP
- 劉德華 先生 Mr. Andy Lau, MH, JP
- 余錦遠 先生 Mr.  Lincoln Yu

總幹事
- 林俊英 先生, MH

### 執行委員會（2021-2025）
主席
- 梁禮賢 醫生

副主席
- 呂家祈 先生

義務司庫
- 林世英 先生

執行委員
- 何蔚文 先生, BBS, MH
- 許宗盛 先生, SBS, MH, JP
- 賴以尊 先生
- 林國基 醫生, BBS, JP
- 林光前 醫生
- 劉仲偉 先生
- 伍澤連 先生, BBS, MH
- 謝建菁 女士
- 尹美玉 女士
- 黃超華 女士

## 運動項目
「香港殘疾人奧委會暨傷殘人士體育協會」提供以下11個體育活動項目供傷殘人士參加：
1. 射箭：射箭運動能夠培養耐性、集中力及準確性，同時亦要求運動員擁有強健的胳膊、銳利的雙眼和堅忍的意志。殘疾人射箭規則與國際箭聯(WA)相同，此項運動可與健全人士同場切磋，運動員可依據殘疾情況選擇企立或坐在輪椅上進行。射箭的計分方法以射中箭靶目標的環數計算，命中箭靶越靠近中心，所得環數越高。
2. 田徑：田徑分為田項及徑項，既需要耐力，亦講求運動員的速度及爆發力。包括輪椅競速、跑、跳躍、投擲四個類型的項目，均設企立組及輪椅組別，故亦是殘奧運動會中類別最多和級別設置最多的項目。
3. 羽毛球：羽毛球是一種講求速度、體能及技術變化的運動。羽毛球設企立組及輪椅組，適合下肢癱瘓、截肢、侏儒症人士參加。除輪椅組在輪椅上進行作賽及規則略有改變外，其餘與健全人士羽毛球規則相同。
4. 硬地滾球：硬地滾球為殘疾人奧運會中較獨特的項目，適合嚴重痙攣及肌肉萎縮人士參與。此運動主要培養運動員專注力、穩定性，幫助協調肌肉和講求靈活運用戰略的運動。球賽在一個12.5米乘6米的範圍內進行，球員在輪椅上向著目標球以拋、擲、滾或踢出6個軟球，盡量將球接近目標球。
5. 草地滾球：草地滾球講求運動員耐性及技術，於草地或人造草地球場上進行。滾球由電木製成，因重心偏向一邊，發球落點會影響出球弧度，以將滾球接近目標球為勝利。草地滾球分企立組及輪椅組。企立組適合上身截肢、痙攣或失明人士參加，輪椅組則適合下身截肢或下肢癱瘓人士參加。
6. 乒乓球：乒乓球是一項變化多端，講求速度及敏銳反應的運動，適合癱瘓、截肢、上肢或下肢有輕微殘障的人士參加，分為企立組及輪椅組。輪椅組別的規例除有少許不同外，大致與健全人士乒乓球條例相同。
7. 保齡球：保齡球項目適合視障、下肢癱瘓、截肢人士參加，視障保齡球員在接受訓練或比賽時，可有一名教練或指導員從旁協助；而全失明人士更可使用輔助架，以便他們尋找合適的發球角度。 輪椅人士由於受到輪椅的限制，無法將球擺動至肩部以上以獲取最大的力量，故準確而穩定的發球角度，是輪椅人士在練習保齡球時的必要技巧。
8. 射擊：射撃要求高度準確，是講求心、神合一之靜態運動，分企立組及輪椅組。參加者可按個人能力及喜好選擇氣步槍及氣手槍，活動須在合規格的室內靶場進行。除輪椅組在器材規定上有所不同外，其他與健全人士射擊活動相同。由於槍枝本身有一定重量，所以運動員的手部須要有負重及活動能力。
9. 游泳：游泳是一項適合各類殘疾人士參加的運動，共設自由泳、蛙泳、蝶泳和背泳4種泳式。由於身體障礙的限制，殘疾人游泳規則亦相應地予以配合，如全失明泳手在比賽過程中接近池壁時，可由引導員利用提示棒（棒端綁上海綿）輕擊泳者背部提示﹔下肢殘疾泳者可在起跳檯上採用坐姿起跳等。由於這項目是一項鍛鍊全身肌肉的運動，所以普遍深受肢體殘疾人士歡迎。
10. 輪椅籃球：輪椅籃球是一項對抗性較強的隊際運動，適合下肢癱瘓或截肢人士參加。比賽期間，所有球員會坐在靈活度較高之籃球輪椅上進行競賽。部份比賽規則經修訂後，以配合坐在輪椅上運球前進，其他規例與一般籃球運動相同。輪椅籃球對運動員技術和體能要求較高，隊員間的互相配合及團體精神亦不可或缺。
11. 輪椅劍擊：輪椅劍撃講求頭腦靈活及身手敏捷，是一項鬥智鬥力的運動。適合下肢癱瘓、截肢等人士參與。運動員須坐在一張已固定於可調較距離及左右對賽位置金屬架的輪椅上，進行對賽﹔其他器材及規則與健全人士劍擊運動大致相同。劍種分為花劍、重劍及佩劍，而每一項劍種的得分範圍均有所不同。

## 運動級別鑑定簡介
為了保證比賽的公平和公正，殘奧運動員將按照殘疾程度和運動功能障礙進行級別鑑定，將殘疾程度類近的運動員分為同級比賽。各運動項目設有不同的級別鑑定準則，準則是根據每個運動項目的特性而制定。在參與國際性賽事前，運動員需要通過鑑定才可作賽。
各項目均設有最低殘疾程度，運動員需通過有效鑑定確認通過最低殘疾程度才可以參加。而級別是由運動項目認可的級別鑑定師按照各運動員的醫學報告，運動及肌肉功能測試及賽場觀察作評核。

## 全年最佳運動員
1979年協會首任義務司庫楊道傳創立「全年最佳運動員」，獲獎者由協會的執行委員會從同年的「傑出運動員」得主中挑選，用以表揚運動員除在自身運動項目有優秀表現外，亦在推廣傷殘運動及扶助新人作出貢獻。
| 年度   | 男運動員       | 女運動員 |
| ------ | -------------- | -------- |
| 1979年 | 陳國樑         | --       |
| 1980年 | 高成志         | --       |
| 1981年 | 陳居常         | --       |
| 1982年 | 劉 軾          | --       |
| 1983年 | 張建華         | --       |
| 1984年 | --             | 黃玉薇   |
| 1985年 | 劉 軾          | 曹 萍    |
| 1986年 | 蔡喜逢         | --       |
| 1987年 | --             | --       |
| 1988年 | 黃炳伸         | --       |
| 1989年 | 鄺錦成         | --       |
| 1990年 | 鄺錦成         | 馮月華   |
| 1991年 | 王賢標         | 梁瑞媚   |
| 1992年 | 陳仕傑、鄺錦成 | 馮月華   |
| 1993年 | --             | --       |
| 1994年 | 崔文輝         | --       |
| 1995年 | 張偉良         | --       |
| 1996年 | 張耀祥         | --       |
| 1997年 | 張偉良         | --       |
| 1998年 | 馮英祺、蘇樺偉 | 黃珮儀   |
| 1999年 | 蘇樺偉         | 余春麗   |
| 2000年 | 馮英祺、蘇樺偉 | --       |
| 2001年 | 蘇樺偉         | 朱秀蓮   |
| 2002年 | 蘇樺偉         | 余翠怡   |
| 2003年 | 王樹遠         | 余翠怡   |
| 2004年 | 梁育榮         | 余翠怡   |
| 2005年 | 趙仲粦         | 郭海瑩   |
| 2006年 | 蘇樺偉         | 郭海瑩   |
| 2007年 | 蘇樺偉         | 余翠怡   |
| 2008年 | 蘇樺偉         | 陳蕊莊   |
| 2009年 | 梁育榮         | 余翠怡   |
| 2010年 | 余廣華         | 余翠怡   |
| 2011年 | 蘇樺偉         | 余翠怡   |
| 2012年 | 蘇樺偉         | 余翠怡   |
| 2013年 | 陳浩源         | 劉慧茵   |
| 2014年 | 梁育榮         | 陳蕊莊   |
| 2015年 | 陳浩源         | 袁詠珊   |
| 2016年 | 梁育榮         | 余翠怡   |
| 2017年 | 郭永           | 余翠怡   |
| 2018年 | 朱文佳         | 何宛淇   |
| 2019年 | 陳浩源         | 何宛淇   |

## 外部連結
- 官方网站